# بافل بيتكوف
بافل بيتكوف (بالبلغارية: Павел Петков)‏ هو لاعب كرة قدم بلغاري في مركز الوسط، ولد في 26 يونيو 1990 في بلغاريا. لعب مع بوتيف فراتسا ونادي دوبرودزا دوبريتش ونادي لوكوموتيف صوفيا.

## وصلات خارجية
- بيفل بيتكوف على موقع الاتحاد الأوربي (الإنجليزية)
- بيفل بيتكوف على موقع قاعدة بيانات كرة القدم.إي يو (الإنجليزية)
- بيفل بيتكوف على موقع Soccerway.com (الإنجليزية)